# Monstera buseyi
Monstera buseyi Croat & Grayum – gatunek wieloletnich, wiecznie zielonych pnączy z rodziny obrazkowatych, pochodzący z obszaru od Kostaryki do południowo-zachodniej Panamy, zasiedlający lasy deszczowe strefy równikowej.